# سیارک ۲۴۲۰۶
سیارک ۲۴۲۰۶ (به انگلیسی: 24206 Mariealoia، نامگذاری:1999XH48) بیست و چهار هزار و دویست و ششمین سیارک کشف شده‌است که در ۷ دسامبر ۱۹۹۹ کشف شد.
قدر مطلق سیارک برابر ۱۰.۷ است.